# Luis Llosa
Luis Llosa (født i Lima i 1951) er en peruviansk filminstruktør, filmproducer og manuskriptforfatter. Han er fætter til den peruvianske forfatter Mario Vargas Llosa. Han har produceret en lang række film og utallige tv-serier. Han er gift med sin kusine, der er sangerinden Roxana Valdivieso Llosa.
I 1998 steg han til berømmelse med gyserfilmen Anaconda fra 1997, hvor Jennifer Lopez, Ice Cube, Eric Stoltz og Owen Wilson spillede hovedrollerne. 

## Filmografi
- Crime Zone (1988)
- Sniper (1993)
- Eight Hundred Leagues on the Amazon (1993)
- Fire on the Amazon (1993)
- The Specialist (1994)
- Anaconda (1997)
- The Feast of the Goat (2005)